# Tolna canuta
Tolna canuta is een vlinder uit de familie van de spinneruilen (Erebidae). De wetenschappelijke naam van deze soort is voor het eerst voorgesteld als Achaea canuta door Emilio Berio in een publicatie uit 1978.
De soort komt voor in Kenia.